# Krikor Zohrab

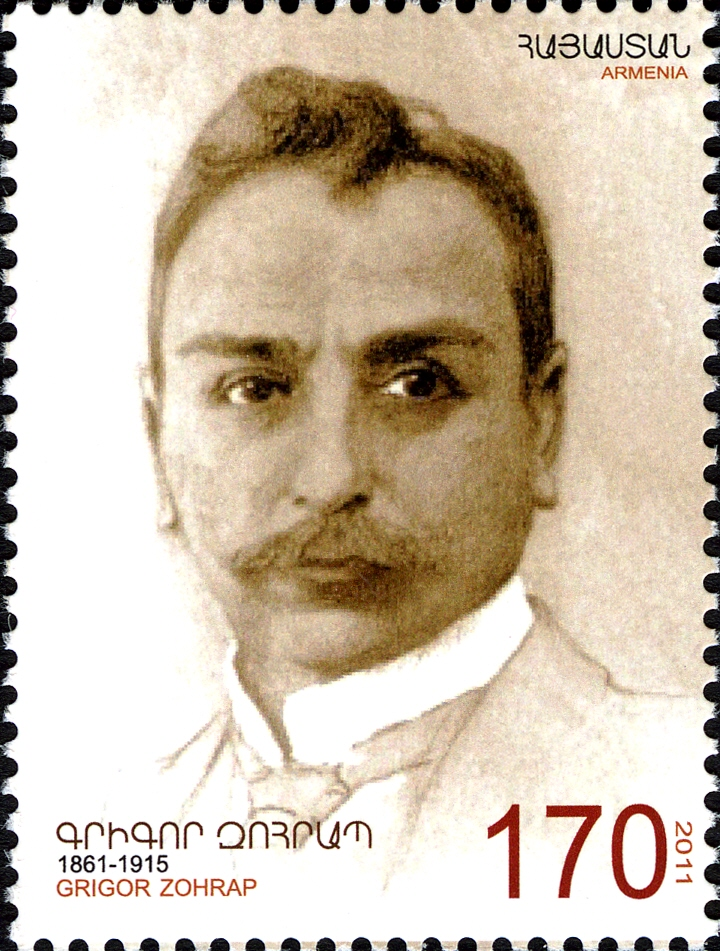
Armenische Briefmarke mit Zohrap zum 150. Geburtstag

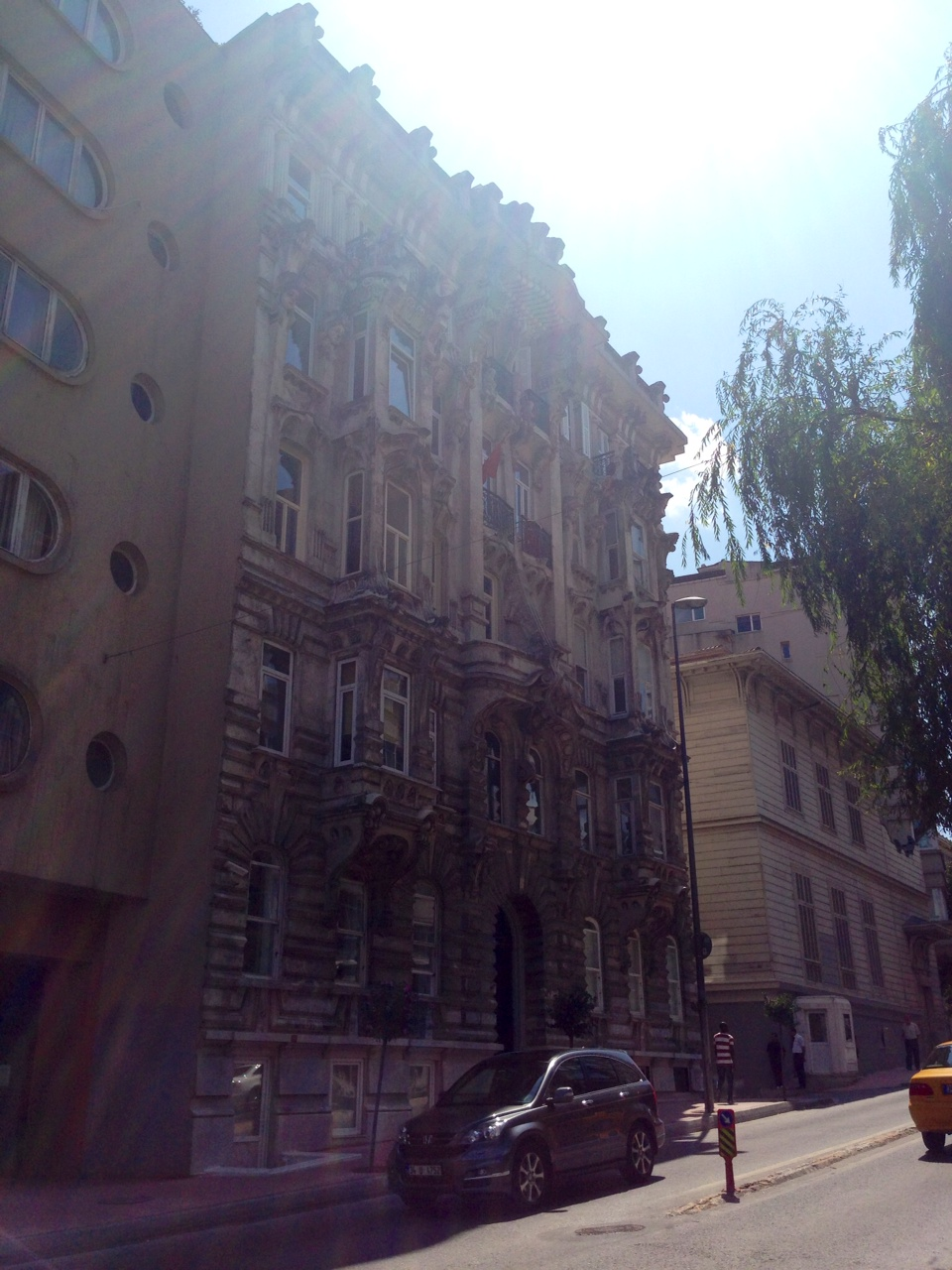
Residenz von Zohrap in Istanbul

Krikor Zohrab (armenisch Գրիգոր Զօհրապ, türkisch Kirkor Zöhrap; * 26. Juni 1861 in Beşiktaş, Istanbul, Türkei; † 2. August 1915 bei Urfa) war ein osmanisch-armenischer Jurist, Schriftsteller und Politiker.
Zohrab studierte an der Dar-ül Fünun, zuvor ging er auf die armenischen Schulen Makruhian, Targmantschaz und Lusaworitschian. Sein Literatur-Lehrer war Tovmas Tersian. In der Dreyfus-Affäre schrieb Zohrab eine Verteidigungsschrift, worauf das Comité juif ihm eine Goldmedaille mit dem Porträt von Dreyfus sowie einen Dankesbrief sandte.
Nach dem Aufstand der Jungtürken und der von ihnen erzwungenen Wiedereinsetzung der Verfassung 1908 kehrte Zohrab aus dem Exil nach Istanbul zurück. Er begrüßte die Rückkehr des liberalen Prinzen Sabahaddin und unterstützte, wie die Mehrheit der Armenier, das neue Regime. Er war einer der Gründer des Osmanischen Verfassungsklubs. Auf dessen Gründungsveranstaltung, an der 50.000 Menschen teilnahmen, sagte Zohrab auf Türkisch: „Unsere gemeinsame Religion ist die Freiheit“. Im gleichen Jahr wurde er als einer von zwei Istanbuler Armeniern auf Vorschlag des Verfassungsklubs zum Abgeordneten im osmanischen Parlament gewählt. Außerdem gehörte er zum Präsidium der 80-köpfigen Armenischen Nationalkammer.
Er erstellte einen Bericht, in dem er die Fortsetzung der von Sultan Abdülhamid II. eingeleiteten Armenierverfolgung anprangerte und eine aus Türken und Armeniern zusammengesetzte Untersuchungskommission vorschlug. Diese sollte für die Entlassung von Gouverneuren und Offizieren, die sich an Übergriffen beteiligt hatten, die Anklage von Mördern und Plünderern, die Rückgabe konfiszierten Landes an seine rechtmäßigen Besitzer, die Möglichkeit der Rückkehr von geflohenen Armeniern in ihre Heimat, ein Ende der erzwungenen Geldzahlungen von armenischen Bauern an osmanische Würdenträger und Hilfsleistungen für die unter einer Hungersnot leidende Bevölkerung sorgen. Zohrab war Mitglied der Liberalen Union, sprach im Parlament aber stellvertretend für Abgeordnete der Armenischen Revolutionären Föderation (Daschnak), die die osmanische Sprache nicht ausreichend beherrschten. Er spielte eine entscheidende Rolle in dem Parlamentsausschuss, der den Gesetzentwurf für die Reform des Gerichtssystems ausarbeitete.
1909 kritisierte er die Regierung für das Massaker von Adana.
Er wurde von der osmanischen Regierung während der Massenverhaftung der armenischen Intellektuellen am „Roten Sonntag“, dem 24. April 1915, der den Völkermord an den Armeniern einleitete, festgenommen. Ende Juli wurde er von Aleppo nach Urfa gebracht. Am 2. August ermordeten ihn Agenten der Teşkilât-ı Mahsusa unter Çerkez Ahmet an einer Schlucht namens Şeytan Deresi im Umland von Urfa. Die Mörder wurden von einem osmanischen Militärgericht in Damaskus zum Tode verurteilt.